# I promessi sposi in dieci minuti

Una scena del video, dove compaiono i cinque artisti.

I promessi sposi in dieci minuti (inizialmente chiamata '’Oblivionteca Numero tre: I promessi sposi’') è un'opera del gruppo comico-teatrale italiano Oblivion, della durata di dieci minuti, che riassume il celebre romanzo I promessi sposi di Alessandro Manzoni. La particolarità di quest'opera teatrale è il racconto in musica, cantato sulle melodie di famose canzoni, soprattutto italiane, a cui è stato modificato il testo per narrare la storia del romanzo.
Il 13 marzo 2009 l'opera è stata diffusa in formato di videoclip su internet tramite YouTube. La clip ha riscosso un grandissimo successo, dando notorietà al gruppo. Il videoclip è stato inserito nel loro primo DVD Di palo in sesto - la TV degli Oblivion ed è presente nel programma dello spettacolo ‘'Oblivion Show'’.
Il 21 gennaio 2011 gli Oblivion fanno il loro esordio nella nota trasmissione comica televisiva Zelig, su Canale 5, condotta da Claudio Bisio e Paola Cortellesi, presentando una versione dell'opera con durata ridotta a 7 minuti.
Il 23 aprile 2011 l'opera ritorna in televisione, stavolta nella sua forma completa di 10 minuti, su Rai Uno, nel corso del concerto Uniti Nei Valori, organizzato dalla Polizia di Stato.

## Tecnica narrativa
La storia dei Promessi sposi viene raccontata in un breve musical comico in cui i cinque attori interpretano i vari personaggi, interpretando spesso più ruoli a testa. I personaggi cantano spezzoni di alcune canzoni di famosi cantanti, in prevalenza italiani, rielaborandone i test per adattarli alla storia di Manzoni.
Per riuscire a riassumere l'intero romanzo in soli dieci minuti, gli Oblivion hanno selezionato i momenti più importanti e trovato divertenti escamotage per evitare alcuni momenti narrativi (ad esempio il capitolo sull'Azzecca-garbugli non viene raccontato, ma viene detto esplicitamente che è molto lungo ed inutile per lo svolgimento dei fatti).

## Ruoli
- Lorenzo Scuda: bravo, Renzo Tramaglino
- Francesca Folloni: Lucia Mondella
- Graziana Borciani: Perpetua, Agnese, monaca di Monza
- Davide Calabrese: don Abbondio, Innominato, fra Cristoforo
- Fabio Vagnarelli: bravo, don Rodrigo, Federico Borromeo

## Canzoni parodiate
Le canzoni a cui sono state cambiate le parole per narrare il romanzo sono, in ordine:
- Ti amo di Umberto Tozzi
- Brava! di Mina
- Perché lo fai di Marco Masini
- Un senso di Vasco Rossi
- Porta Portese di Claudio Baglioni
- Io vagabondo (che non sono altro) dei Nomadi
- Luci-ah di Lucio Battisti
- Nel blu, dipinto di blu di Domenico Modugno
- Agnese di Ivan Graziani
- Lucy in the Sky with Diamonds dei Beatles
- Luci a San Siro di Roberto Vecchioni
- La fisarmonica di Gianni Morandi
- Che cosa c'è di Gino Paoli
- Romeo's Swing, tratto dalla colonna sonora del film della Disney Gli Aristogatti
- Aggiungi un posto a tavola di Armando Trovajoli
- I Watussi di Edoardo Vianello
- Una lacrima sul viso di Bobby Solo
- L'anno che verrà di Lucio Dalla
- Centro di gravità permanente di Franco Battiato
- Vorrei incontrarti fra cent'anni di Ron
- Gianna di Rino Gaetano

## Versione contenuta nel DVD "I Promessi Esplosi"
Nel loro secondo DVD I Promessi Esplosi, allegato all'omonimo libro, è presente una nuova registrazione de I promessi sposi, con la regia teatrale di Gioele Dix e cinematografica di Michele Ferrari.
In questa nuova versione, similmente a quella teatrale inserita nel programma di Oblivion Show!, sono stati aggiunti nuovi elementi scenici:
- Al centro della scena ci sono due cassepanche che vengono usate dagli Oblivion come sedute o per camminarci sopra, per aggiungere un po' di movimento alla superficie scenica.
- Quando il personaggio di Lucia chiede alla madre Agnese della cioccolata sulle note di Agnese di Ivan Graziani, le viene portato un barattolo di Nutella.
- Durante i cori narrativi Fabio Vagnarelli tiene in mano una copia dei Promessi sposi, come se stesse leggendo le parole cantate e scegliendo quali parti del romanzo approfondire.
- Durante la parte sulle note di Lucy in the Sky with Diamonds dei Beatles (che qui diventa "Lucia non perderti d'animo"), Lucia beve da una borraccia, sputa in un secchio e si asciuga il volto con un asciugamano.
- Durante la parte sulle note di Luci a San Siro di Roberto Vecchioni, alla parola "Secchioni" (inteso con il significato di persone molto devote allo studio), Davide Calabrese mostra al pubblico due grandi secchi, due "secchioni" appunto.

## Altre versioni
Nonostante sia stato elogiato per il fatto di raccontare in un tempo relativamente breve una vicenda lunga ed elaborata come quella del romanzo di Manzoni, lo sketch ha una durata comunque superiore a quella tipica delle canzoni, per cui viene spesso ulteriormente accorciato nelle esecuzioni al di fuori degli spettacoli del gruppo.
Il giorno 21 gennaio 2011 gli Oblivion hanno debuttato a Zelig, nell'edizione condotta da Claudio Bisio e Paola Cortellesi, presentando una versione dell'opera con una durata di circa 7 minuti; per riuscire a riassumere ulteriormente sono stati effettuati dei cambiamenti, in particolare sono stati tagliati i cori narrativi, alcune parti di canzoni e tutte le apparizioni del personaggio di Agnese. .
Un'altra versione ancora più breve, della durata di meno di 4 minuti, viene eseguita in occasione di eventi televisivi, come la maratona Telethon del 14 dicembre 2013, o radiofonici. In quest'ultimo caso il pezzo viene spesso eseguito in versione acustica, con un semplice accompagnamento di chitarra.

## Curiosità
Il video comincia con la breve comparsa di Tulo Prlic (personaggio presente in un altro sketch degli Oblivion, interpretato da Mustafà Cengic) che grida ‘'Adesso!'’, dando inizio alla musica. L'“Adesso Man”, che segnala da quale punto bisogna iniziare a contare i dieci minuti, è molto simile all’“It's” Man (Uomo “c'è” nel doppiaggio italiano) che dava inizio ai titoli di testa del Monty Python's Flying Circus.
Nello spettacolo Oblivion Show 2.0: il Sussidiario, durante l'esecuzione del pezzo Fabio Vagnarelli giunge sul palco con l'abito di Dante Alighieri, personaggio protagonista de L'inferno in 6 minuti e, scusandosi di "aver sbagliato", resta sul palco chiedendo agli altri personaggi precisazioni sul racconto.
Sempre in Oblivion Show 2.0: il Sussidiario, ma solo in alcune rappresentazioni, all'arrivo di fra Cristoforo, interpretato da Davide Calabrese, il testo si modifica da sono quaggiù dietro al semaforo a sono quaggiù dietro al fonografo oppure dietro al petofono, con il frate che entra in scena con in mano i rispettivi oggetti.
Altri elementi sono stati talvolta aggiunti nel corso delle diverse stagioni live, tra cui degli occhiali da sole per Renzo e un grembiule raffigurante un nudo per don Rodrigo. Altro elemento aggiuntivo può essere l'entrata in scena degli Oblivion che si colpiscono in testa a ritmo di musica con una copia de I promessi sposi, citando il film Monty Python e il Sacro Graal dove si vedono dei monaci fare altrettanto.
Nella versione televisiva del 13 aprile 2011, in occasione della kermesse "Uniti dei Valori" organizzata dalla Polizia di Stato, è stato effettuata un'esecuzione del pezzo in cui don Abbondio, rivolgendosi a Perpetua dopo che i bravi gli hanno intimato di non celebrare il matrimonio, la invita a "chiamare la polizia" anziché dire "che c'ho un attimo di aritmia", verso tratto dalla canzone di Marco Masini Perché lo fai, la cui melodia viene ripresa in tale parte dello sketch.